# キッズケータイ
キッズケータイは、NTTドコモの第3世代移動通信システム（FOMA）の子供向け携帯電話のブランド。
本項では、そのスマートフォン版であるスマートフォン for ジュニアについても記述する。

## 概要
GPS測位機能を搭載し「子どもへの配慮と保護」をコンセプトにした携帯電話。初の対応端末になるSA800iは、2005年11月24日に発表、2006年3月4日に発売された。
ドコモ初のローティーン層（主に小中学生）向けの端末で、GPS機能や、アラーム・緊急発呼連動型防犯ブザー等を搭載する。またFOMA端末の位置確認サービス「イマドコサーチ」に対応している。
これまで発売された端末は全て、クリエイティブディレクターの佐藤可士和がデザインを担当している。
SH-03Mではキッズケータイで初となるXiとFOMAのデュアルモード端末となり、VoLTEに対応。KY-41Cではキッズケータイ初となるカメラ機能と+メッセージ（キッズケータイ用の機能制限版）が搭載された。

## スマートフォン for ジュニア
スマートフォン for ジュニアは小中学生向けのスマートフォンで、小学校高学年から中学1年生の利用が想定されている。また、FOMAに加え、Xiにも対応するデュアルモード端末となる。
既存の端末（AQUOS PHONE si SH-01E）をベースに、spモードフィルタや電話帳・メール利用制限が用意されるほか、Googleアカウントを利用しないためGoogle Playやdマーケットが非対応となる。
なお、9代目まで発売されているキッズケータイとは異なり、2代目となるスマートフォン for ジュニア2 SH-03Fを最後に新たな機種は発売されず、生産終了をもって廃止された。

## 端末
☆印は2023年6月時点で発売されている機種

### キッズケータイ

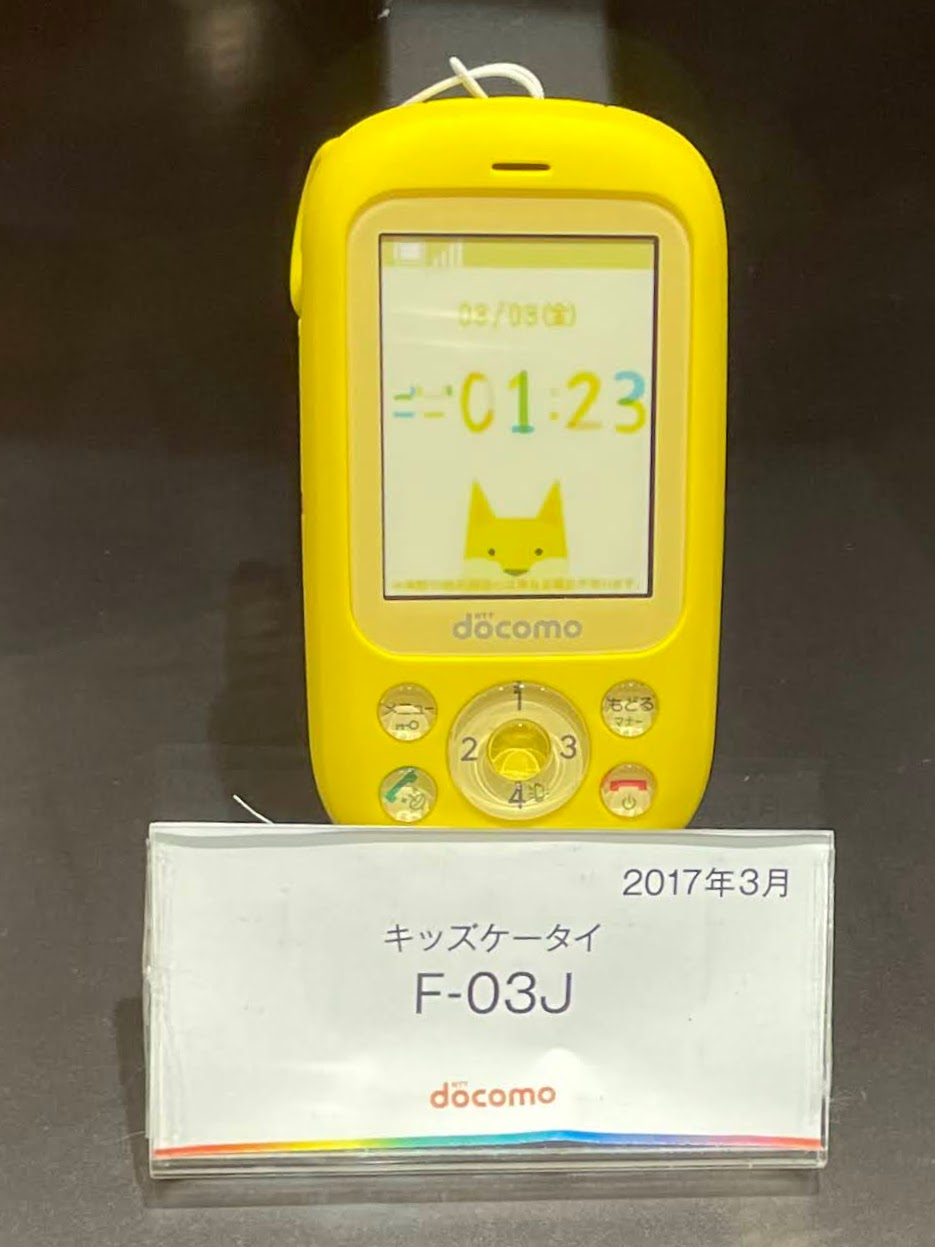
キッズケータイ F-03J

- SA800i（三洋電機） - 2006年3月4日発売
- F801i（富士通） - 2007年12月20日発売
- F-05A（富士通） - 2009年2月1日発売
- HW-02C（華為技術日本） - 2011年9月28日発売
- HW-01D（華為技術日本） - 2012年9月5日発売
- HW-01G（華為技術日本） - 2014年11月7日発売
- F-03J（富士通コネクテッドテクノロジーズ(現・FCNT)） - 2017年3月3日発売
- SH-03M（シャープ）☆ - 2020年1月17日発売
- KY-41C（京セラ）☆ - 2023年2月24日発売

### スマートフォン for ジュニア
- SH-05E（シャープ） - 2013年2月1日発売
- SH-03F（シャープ） - 2014年2月1日発売

## 料金プラン
2016年11月1日に「キッズケータイプラス」の名称でキッズケータイ専用の料金プランが設定された。
「カケホーダイプラン（「カケホーダイライトプラン」を含む）」及び「パケットパック」を契約している代表回線があり、シェアグループとして登録される12歳以下の子供1人につき1回線のみ契約可能である。子供が13歳以上となった場合には本プランの継続が不可となる。
通話料は「ファミリー割引」グループ内の通話が無料となり、それ以外は所定の通話料がかかる。また、「2年定期契約あり」で契約した場合、定期契約期間内に回線解約や定期契約がない料金プランへの変更を行った時には解約金がかかるものの、2年定期契約が満了した月以降は解約金がかからなくなる。フリーコースの場合は2年定期契約期間内であっても解約金はかからない。
「キッズケータイプラス」は後述する「キッズケータイプラン(FOMA)」の開始に伴って2019年5月31日をもって新規申込受付が終了となった。新規申込受付の終了に先立ち、同年5月22日をもって契約条件から「パケットパック」の子回線になることが除外され、単体での契約が可能となった。
2019年6月1日に、「キッズケータイプラス」に替わる料金プランとして「キッズケータイプラン(FOMA)」が設定された。料金体系は「キッズケータイプラス」と同じだが、契約条件が異なり、「ファミリー割引」に副回線として加入することで可能となり、年齢条件は「キッズケータイプラス」に準じるものの、申込後に利用者の年齢が12歳を超えた場合でも同じプランで継続して利用が可能となった。同年10月1日以降に契約した場合は料金体系が一部変更され、2年定期契約が廃止されたことで解約料がかからなくなり、月額料金は「2年定期契約あり」の場合の料金に統一された（なお、「My docomo」や請求書では「キッズケータイプラン2」と表記され、従来の料金体系である「キッズケータイプラン」と区別される）。
2020年1月17日には、SH-03Mの発売に合わせてVoLTE対応キッズケータイ専用の料金プランとして「キッズケータイプラン(Xi)」が設定された（「My docomo」や請求書では「キッズケータイプラン2」で表記される）。料金体系や契約条件は2019年10月以降の「キッズケータイプラン(FOMA)」と同一である。なお、本プランの提供開始に伴い、「キッズケータイプラン(FOMA)」は同年3月31日をもって新規受付が終了となった。
2023年2月24日には、KY-41Cの発売に合わせて「キッズケータイプラン」のリニューアル版（「My docomo」や請求書では「キッズケータイプラン3」で表記される）の提供が開始された。「キッズケータイプラン(Xi)」では有料だったSMS送信料が無料となり、+メッセージの搭載に伴って本機能に係るデータ量が無制限で利用可能となった。

## 商標問題
キッズケータイは、「キッズケータイpapipo!」を販売するバンダイによる商標出願が2005年5月30日に行われ、重ねてNTTドコモによる商標出願が2005年6月2日に行われている。NTTドコモのほうが認知度の高さや発売した時期が早かったことから、2007年8月17日にNTTドコモの商標として登録された（第5071738号）。